# Foto Strakosha
Foto Strakosha, né le 29 mars 1965 à Tepelen (Albanie), est un footballeur albanais, évoluant au poste de gardien de but, notamment à l'Olympiakos Le Pirée et en équipe d'Albanie.
Son fils, Thomas Strakosha, est également footballeur international albanais, au même poste que son père.

## Biographie

### En club
Foto Strakosha joue en Albanie et en Grèce. Il dispute un total de 220 matchs en première division grecque.
Au sein des compétitions européennes, il joue deux matchs en Ligue des champions, sept en Coupe de l'UEFA, et huit en Coupe des coupes. Il est quart de finaliste de la Coupe des coupes en 1999 avec le club de Panionios, en étant éliminé par l'équipe italienne de la Lazio.

### En équipe nationale
Il reçoit 73 sélections en équipe d'Albanie entre 1990 et 2005. Il joue son premier match en équipe nationale le 30 mai 1990, contre l'Islande (défaite 2-0 à Reykjavik). Il joue son dernier match le 9 février 2005 contre l'Ukraine (défaite 0-2 à Tirana).
Il participe aux éliminatoires des Coupes du monde 1994, 1998, 2002 et 2006. Il dispute également les éliminatoires des championnats d'Europe 1992, 1996, 2000 et 2004.
A 16 reprises, il est capitaine de la sélection albanaise.

### Carrière d'entraîneur
Après avoir raccroché les crampons, il dirige l'équipe d'Albanie des moins de 19 ans.

## Carrière
- 1985-1988 : SK Tepelena
- 1988-1990 : KS Dinamo Tirana
- 1991 : PAS Giannina
- 1991-1993 : Ethnikos Piraeus FC
- 1993-1997 : Olympiakos Le Pirée
- 1997-1999 : Panionios Athènes
- 1999-2002 : Ionikos Le Pirée
- 2002-2003 : GS Kallithea
- 2003-2004 : Ethnikos Asteras
- 2004 : AO Proodeftiki
- 2004-2005 : Panionios Athènes

## Palmarès

### En équipe nationale
- 73 sélections et 0 but avec l'équipe d'Albanie entre 1990 et 2005.

### Avec le Dinamo Tirana
- Champion d'Albanie en 1990.
- Vainqueur de la Coupe d'Albanie en 1989 et 1990.

### Avec l'Olympiakos le Pirée
- Champion de Grèce en 1997.

### Avec le Panionios Athènes
- Vainqueur de la Coupe de Grèce en 1998.

### Avec l'Ionikos Le Pirée
- Finaliste de la Coupe de Grèce en 2000.